# Sélectionneurs de l'équipe d'Angleterre de football
Le poste de sélectionneur de l’équipe d’Angleterre de football est créé en mai 1947 lors de l'engagement de Walter Winterbottom,. Avant cette date l'équipe d'Angleterre est composée par l'International Selection Committee, un procédé permettant à la fédération anglaise de choisir pour chaque match des entraîneurs et des formateurs du championnat pour préparer l'équipe, mais de garder les décisions importantes aux mains du comité. Une défaite 1-0 contre la Suisse pousse Stanley Rous, secrétaire de la fédération à promouvoir Winterbottom du poste de directeur national de l'entraînement à celui de Sélectionneur,.
Quinze hommes ont occupé ce poste depuis sa création; trois de ces sélectionneurs n'ont occupé le poste que dans une fonction d'intérimaire: Joe Mercer (7 matchs), Howard Wilkinson (2 matchs) et Peter Taylor (1 match). Winterbottom garde le poste pendant la plus longue période jusqu'à présent; 16 ans d'un seul bloc qui comprennent quatre participations à la Coupe du monde et un total de 139 matchs. Alf Ramsey est le seul sélectionneur à gagner un titre majeur, remportant la coupe du monde 1966 avec une équipe sans ailiers. Aucun autre manager n'a emmené l'équipe au-delà d'une demi-finale d'une grande compétition. L'entraîneur suédois Sven-Göran Eriksson devient le premier sélectionneur étranger de l'équipe en 2001 ce qui provoqua beaucoup de réticences
,; il conduit l'équipe à disputer trois quarts de finale consécutifs lors de tournois majeurs. Le sélectionneur actuel n'est pas encore connu.
Le poste de sélectionneur est l'objet d'un grand intérêt de la presse, qui périodiquement fait des révélations sur la vie privée du sélectionneur en place,. Du fait de l'importance des attentes du public et des médias le poste est décrit comme « impossible, » ou comparé dans son importance à celui de Premier ministre du Royaume-Uni,.

## Poste de sélectionneur

### Fonctions
Le poste de sélectionneur inclut les responsabilités concernant tous les éléments de l'équipe d'Angleterre sur le terrain. Entre autres choses, cela inclut le choix des joueurs composant l'équipe, le choix des titulaires, des remplacements, du capitaine, des tactiques utilisées, ainsi que des éventuels tireurs de pénalty. Avant 1946, le Select Committee, choisi par la fédération s'occupait de tous les éléments relatifs à l'équipe sauf le choix des titulaires, la formation et les tactiques utilisées qui étaient aux mains de l'entraîneur en chef choisi pour le match. Cette organisation laissait la possibilité d'interférence entre les différents intervenants dont la fédération. Après la Seconde Guerre mondiale, avec la reprise des matchs des compétitions du calendrier international, le rôle de sélectionneur s'est développé pour prendre en compte de nouveaux éléments comme la sélection des hôtels et des lieux d'entrainement ainsi que les modalités concernant les voyages et l'alimentation.

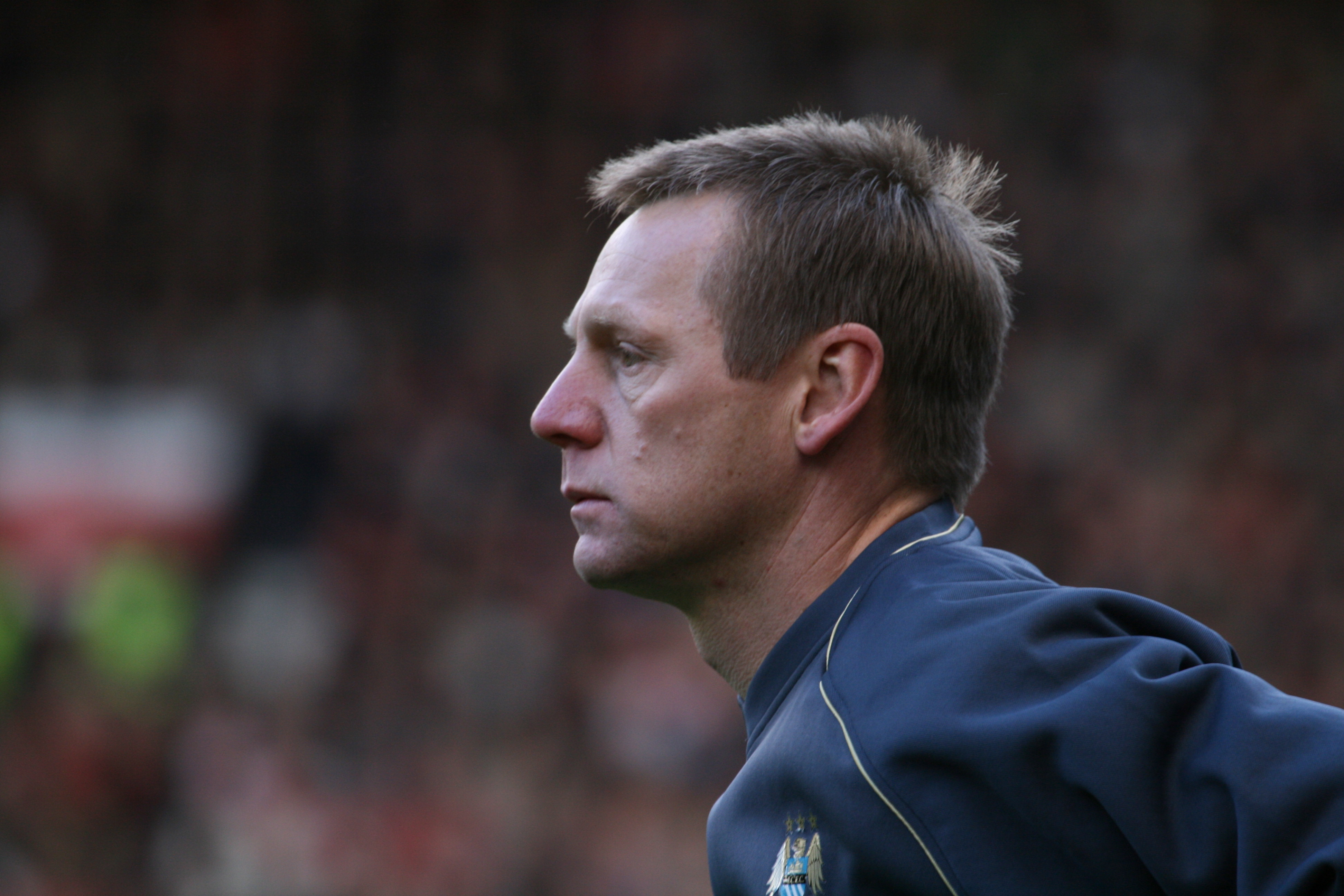
Stuart Pearce, le seul anglais choisi par Capello dans son équipe technique

Le sélectionneur dispose également de la liberté de choisir son équipe technique. En 2008, par exemple, Fabio Capello engage quatre Italiens : Franco Baldini comme manager général, Italo Galbiati comme entraîneur adjoint, Franco Tancredi comme entraîneur des gardiens et Massimo Neri comme préparateur physique; il engage également Stuart Pearce, le sélectionneur de l'équipe espoirs comme entraîneur de l'équipe nationale, Capello précisant « Dès le début j'ai dit clairement que je voulais un coach anglais dans le cadre de mon équipe d'entraîneurs ».
Le sélectionneur anglais peut également être impliqué dans des questions plus larges, dépassant le cadre strict des questions concernant l'équipe sur le terrain. Le sélectionneur anglais conseille ainsi la fédération sur la manière de conduire les complexes négociations, basées sur un système d'enchères, qui concerne l'organisation des rencontres internationales pour les campagnes de qualifications aux compétitions majeures. Sur un plan plus tactique, une foule d'autres détails peuvent être influencés; Capello semble ainsi avoir donné des instructions aux ramasseurs de balles de Wembley pour qu'ils accélèrent le retour des ballons sur le terrain.

### Procédure d'engagement
La procédure pour engager un nouveau sélectionneur est conduite par un comité de la Fédération anglaise qui comprend des membres de sa direction et d'autres responsables de haut niveau. Les membres du comité de sélection qui ont engagé Sven-Göran Eriksson en 2001, par exemple sont, Geoff Thompson, président de la fédération, le vice-président Dave Richards, Adam Crozier, le directeur général, les membres de la direction de la fédération, également président de club David Dein (Arsenal) et Peter Ridsdale (Leeds United) ainsi que le directeur technique Howard Wilkinson.

### Signification nationale
Le poste de sélectionneur de l'équipe d'Angleterre a été comparé en importance à celui de Premier ministre du Royaume-Uni. La passion pour le football comme sport national anglais se couple avec le patriotisme et le fait que le Wembley Stadium soit considéré comme le "berceau" du football. La révocation ou la nomination d'un sélectionneur de l'Angleterre fait la une des journaux et fait l'objet d'un vif intérêt. Des sommes d'argent considérables sont jouées sur les victoires de l'équipe d'Angleterre, et lors des grands tournois le pays est rempli de drapeaux à la croix de saint Georges; pendant la Coupe du monde 2006, sur une durée d'un mois, 27 % des adultes anglais ont acheté un drapeau anglais. Les bureaux et les magasins sont désertés par un grand nombre de personnes qui regardent les matchs,.
Le poste de sélectionneur est rendu particulièrement complexe du fait de sa dépendance vis-à-vis de la coopération des clubs et de leurs entraîneurs pour libérer les joueurs lors des matchs amicaux, des conflits entre la sélection et les clubs se produisent lorsque la permission de rejoindre la sélection est refusée, donnée à regrets ou négociée. Des critiques répétées sur la longueur du championnat anglais dont les 38 matchs annuels fatiguent les joueurs, la caractérise comme contreproductive pour leur préparation aux grands tournois internationaux, mais les intérêts propres du championnat rendent peu probable une réduction du nombre de clubs. La proposition datant de 2008 pour un 39e match, impliquant les clubs du championnat pour un match supplémentaire à l'étranger illustre particulièrement cette improbable réduction. Cette combinaison de facteurs, couplés avec des résultats médiocres de l'Angleterre dans les tournois majeurs, ont conduit à décrire le poste de sélectionneur comme un travail « impossible ».

## Histoire

### Winterbottom et la genèse du poste
Avant 1946, l'Équipe d'Angleterre de football est dirigé par un officiel de la Fédération d'Angleterre de football et un préparateur physique, provenant habituellement d'un club de Londres. 
Engagé en 1946, à l'origine comme entraîneur principal, Walter Winterbottom est issu du comité de sélection de la fédération. Lors de son office, l'équipe d'Angleterre est choisie par un comité fédéral, le rôle de Winterbottom est restreint à sélectionner les titulaires, effectuer l'entraînement au cours du match et à définir les choix tactiques. Au cours de son premier match comme sélectionneur, il conduit l'Angleterre à une victoire 7-2 contre l'Irlande au Windsor Park de Belfast au cours du British Home Championship 1946-1947.
La victoire au cours du Home Championship de 1950 permet à l'Angleterre de se qualifier pour la Coupe du monde 1950 au Brésil. Au cours du tournoi, l'Angleterre subit une défaite 1-0 face aux États-Unis, elle est éliminée du tournoi, dès le premier tour, à la suite d'une nouvelle défaite 1–0 face à l'Espagne. L'Angleterre connait une nouvelle grande déception à l'époque de Winterbottom en 1953 lorsque la Hongrie bat l'Angleterre 6-3 à Wembley. Winterbottom déclare à la suite du match, « The press tended to think we would win easily, but I tried to point out that the Hungarians were actually a great side. ». Il conduit l'Angleterre à remporter le Home Championship de 1954, ce qui qualifie l'équipe pour la Coupe du monde 1954 en Suisse, où elle est éliminée en quart de finale, battue 4–2 par l'Uruguay. Quatre victoires en autant de matchs permettent la qualification de l'Angleterre pour la Coupe du monde 1958 en Suède, qui se solde par l'élimination de l'équipe de Winterbottom au premier tour à la suite d'un match rejoué, perdu 1–0 contre l'URSS. L'Angleterre perd contre le Brésil en quarts de la Coupe du monde 1962 au Chili et se retrouve sous le feu des critiques de la presse britannique. Winterbottom démissionne cinq mois plus tard. Il reste à ce jour le sélectionneur ayant le plus longtemps dirigé l'Angleterre.

### Ramsey conduit l'Angleterre à la victoire en coupe du monde
Alf Ramsey prend le contrôle de l'équipe à partir de 1962, mais au contraire de Winterbottom, Ramsey est un ancien entraîneur de club, qui a remporté le championnat avec Ipswich Town. Dès sa nomination, il déclare que l'Angleterre va remporter la Coupe du monde 1966. Son premier match à la tête de l'équipe se conclut par une lourde défaite au Parc des Princes contre la France sur le score de 5-2. L'Angleterre est automatiquement qualifiée comme  pays organisateur de la coupe du monde 1966. Lors de la compétition, après un match nul sans but lors du match d'ouverture du groupe, contre l'Uruguay, elle remporte quatre victoires consécutives qui l'emmènent à rencontrer l'Allemagne de l'Ouest en finale. Une victoire 4–2, après prolongations, permet à l'Angleterre de remporter Trophée Jules Rimet pour la seule et unique fois jusqu'alors. Pour le récompenser de sa réussite comme sélectionneur, Ramsey est élevé au rang de chevalier en 1967. L'année suivante, l'Angleterre se classe troisième du Championnat d'Europe de football 1968 à Rome, mais Ramsey précise « Nous sommes les champions du monde. La troisième place n'est pas notre position réelle ». Qualifiée automatiquement pour la Coupe du monde 1970 comme tenant du titre, Ramsey dirige l'Angleterre au cours d'un pré-tournoi de préparation en Amérique du Sud. Les effets de l'altitude sur son équipe conduisent Ramsey à engager à temps plein un médecin, Neil Phillips, afin de participer à la préparation de l'équipe au tournoi au Mexique. L'Angleterre est battue en quarts-de-finale par l'Allemagne de l'Ouest; alors qu'elle menait 2–0 et qu'il reste 25 minutes à jouer dans le match, Ramsey remplace alors Bobby Charlton et le buteur Martin Peters, mais l'Allemagne de l'Ouest revient au score et gagne finalement 3–2 après prolongations. Ramsey est alors très critiqué par la presse britannique pour les changements de joueurs effectués. L'Angleterre perd à nouveau contre l'Allemagne de l'Ouest, lors des rencontres aller-retour comptant pour les Éliminatoires du Championnat d'Europe de football 1972 et tenant lieu de quarts-de-finale au Championnat d'Europe de football 1972. Ramsey prépare l'Angleterre à la qualification pour la Coupe du monde 1974. Alors qu'une victoire contre la Pologne, les remplacements de joueur faits par Ramsey sont à nouveau mis en question après que le match se solde par un match nul 1–1. L'Angleterre échoue à se qualifier pour la coupe du monde et Ramsey est limogé au mois de mai suivant.

### Longue absence lors des grandes compétitions et retour en 1982
Joe Mercer prend le contrôle de l'équipe comme intérimaire pour sept matchs, avant que la fédération engage Don Revie pour un contrat de cinq ans. Pendant une année entière, l'équipe de Revie reste invaincue ce qui ne l'empêche pas de changer la composition de l'équipe  à chaque match. Ses relations avec la fédération anglaise se tendent et ses entrainements, qui comprennent des séances de billards et de golf d'intérieur conduisent à la démobilisation de l'équipe. Une défaite 2–0 contre les Pays-Bas à Wembley retourne la presse contre lui; des commentateurs comparent la défaite à celle contre la Hongrie en 1953, perdue 6–3. Convaincu qu'il va être remplacé par Bobby Robson, il annonce qu'il va devenir le sélectionneur des Émirats arabes unis. Il vend l'exclusivité au Daily Mail et démissionne dans la foulée le 11 juillet 1977. Revie est accusé de discréditer le sport et est banni pour une période de dix ans dans un procès à charge organisé par la fédération. En appel, devant la haute cour, le bannissement est levé mais le juge le condamne tout de même à payer les deux tiers du coût de la procédure. 
Ron Greenwood est engagé, à l'origine comme remplaçant temporaire de Revie, avant qu'en 1977 son engagement devienne permanent. Bobby Moore le décrit comme « l'encyclopédie du football », et il guide l'Angleterre à la qualification pour Championnat d'Europe 1980 sans connaitre la moindre défaite,. L'équipe est éliminée des phases des groupes qualificatifs et Greenwood porte son attention sur les matchs qualificatifs pour la Coupe du monde 1982 en Espagne. Des défaites contre la  Suisse et la Roumanie conduisent Greenwood à envisager de démissionner, mais une victoire la Hongrie le convainc de rester. Une défaite 2–1 à Oslo, qui conduit le commentateur Bjørge Lillelien à déclarer « Vos garçons ont pris un sacré coup ! », laisse l'Angleterre à un point de la qualification avant le dernier match qualificatif contre la Hongrie. Un but de Paul Mariner assure la victoire et la qualification de l'équipe. Lors de la compétition, des victoires contre la France, la Tchécoslovaquie et le Koweït permettent à l'Angleterre de se hisser au niveau du groupe de second tour. Deux matchs nuls 0–0 éliminent l'équipe de la compétition sans qu'elle ait été pour autant vaincue. Greenwood prend sa retraite dès la fin du parcours de l'Angleterre dans cette coupe du monde et le 7 juillet 1982, deux jours après que l'Angleterre est éliminée de la compétition, Bobby Robson est engagé comme nouveau sélectionneur, il choisit son ancien partenaire de West Bromwich Albion, Don Howe comme entraîneur en chef de son équipe technique.

### Bobby Robson et la main de Dieu

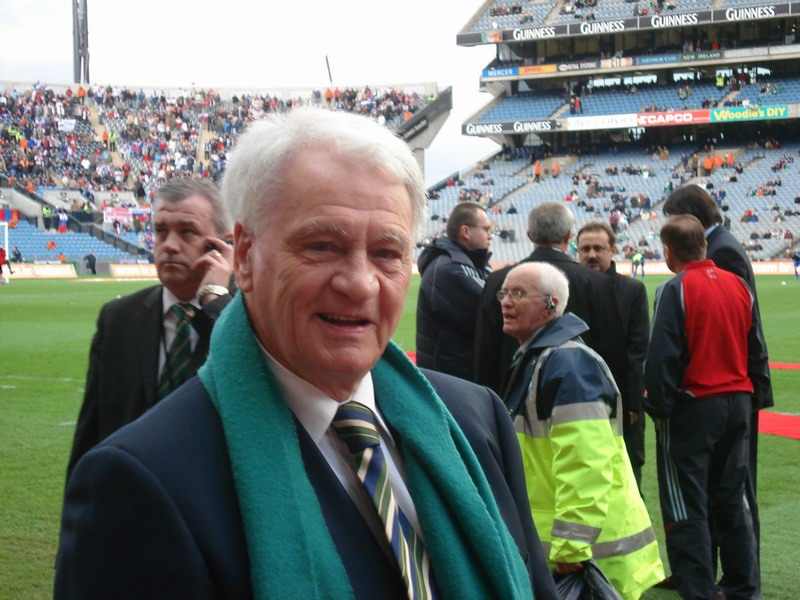
Bobby Robson dirige l'équipe entre 1982 et 1990

La période où Robson dirige l'Angleterre comprend 28 matchs qualificatifs pour un tournoi international majeur, parmi ceux-ci seul un match contre le Danemark en 1983, se solde par une défaite. Celle-ci contribue directement à l'échec de l'Angleterre dans la course à la qualification pour le  Championnat d'Europe 1984, et au fait que Robson présente alors sa démission. Celle-ci est rejetée par, Bert Millichip, le président de la fédération anglaise et Robson continue à diriger l'équipe pour la qualification à la Coupe du monde 1986 au Mexique. L'Angleterre est éliminée en quart-de-finale par l'Argentine avec un doublé de Diego Maradona; la célèbre main de dieu, et un but qualifié de « but du siècle » qu'il marque cinq minutes plus tard à la suite d'une action individuelle où il dribble l'ensemble de la défense anglaise y compris le gardien de but. L'Angleterre de Robson laisse échapper seulement un point lors dès qualifications pour le Championnat d'Europe 1988 obtenant notamment une victoire 8–0 contre la Turquie. Malgré cette bonne campagne de qualification, le tournoi lui-même, qui se tient en Allemagne de l'Ouest se révèle être un échec, l'Angleterre y est éliminée dès la phase de groupe. L'équipe termine dernière de son groupe, et subit trois défaites pour autant de matchs contre l'Irlande, les Pays-Bas et l'Union soviétique. Robson est vilipendé par la presse britannique, et après un match amical qui se termine sur un match nul contre l'Arabie saoudite, un journal titre: « Au nom d'Allah, Vas-t'en ». 
Robson conduit à la qualification de l'équipe d'Angleterre sans concéder le moindre but aux cours des matchs qualificatifs à la Coupe du monde 1990. Comme au cours de la coupe du monde 1986, Robson doit se passer des services de son capitaine, Bryan Robson, qui souffre d'une blessure au Tendon d'Achille qui l'empêche d'être aligné au cours des premiers matchs du tournoi. L'Angleterre, au premier tour, domine son groupe et accumule quatre points en trois matchs. Cette qualification n'est pas exempt de controverse, l'Angleterre s'écartant de sa formation traditionnelle en 4–4–2 pour ajouter un libéro, des sources suggèrent que cela est dû à une révolte de joueurs après le match nul 1–1 lors du premier match, contre l'Irlande, ce que Robson dénie dans son autobiographie. Le parcours de l'Angleterre se poursuit après une victoire contre la Belgique puis le Cameroun lors de la phase des matchs à qualification directe. Ces victoires la conduisent à jouer une demi-finale contre l'Allemagne de l'Ouest. Après que le match se solde par un match nul 1–1 après prolongations, l'Angleterre est éliminée après une séance de tirs au but. Robson quitte l'équipe après un dernier match, comptant pour la troisième place du tournoi, sous sa conduite.

### Les années 1990 et l'instabilité à la tête de l'équipe
Robson annonce avant le tournoi de 1990 qu'il quitte le poste après le dernier match de l'Angleterre, en avril 1990, la fédération approuve et engage Graham Taylor. L'échec de l'équipe lors de la phase de groupe servant de premier tour au Championnat d'Europe 1992 à la suite d'une défaite 2–1 contre la Suède conduise la presse britannique à titrer « Les Suédois 2 Les navets 1 » et donne à Taylor le surnom de « Tête de navet ». À la suite d'une défaite contre les Pays-Bas lors de l'ultime match de qualification du Coupe du monde 1994, pour la troisième fois de son histoire, l'équipe d'Angleterre échoue à se qualifier pour la coupe du monde. La campagne de qualification est enregistrée dans un documentaire télévisé du nom d'une phrase grammaticalement fausse de Taylor « Do I not like that » qui entre aussitôt dans la culture populaire. L'échec de l'équipe au sein de la campagne de qualification conduit au départ de Taylor et à son remplacement par Terry Venables en 1994. Comme l'Angleterre organise le Championnat d'Europe 1996, il ne dirige l'équipe dans aucun match compétitif pendant plus de deux ans. En janvier 1996 il annonce son départ programmé après le tournoi à la suite de plusieurs affaires judiciaires, il conduit néanmoins l'équipe en demi-finale où elle échoue aux tirs au but face à l'Allemagne.

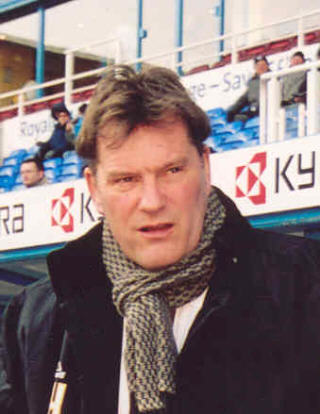
Glenn Hoddle dirige l'Angleterre de 1996 à 1998.

Il est remplacé par Glenn Hoddle, qui engage Eileen Drewery une guérisseuse au sein de son équipe technique ce qui lui vaut nombre de critiques pour cette approche hétérodoxe de la préparation de l'équipe en dehors des terrains. Hoddle soutient qu'elle tient un rôle de « responsable du courrier du cœur » mais lors de la Coupe du monde 1998, la presse suggère que Drewery influence Hoddle dans sa sélection de l'équipe. L'Angleterre est éliminée au second tour du tournoi, à nouveau à la suite de tirs au but, cette fois-ci contre l'Argentine. Le journal personnel d'Hoddle décrivant sa version des évènements lors de la coupe du monde, publié après le tournoi, est très critiqué. Dans une interview accordée à Matt Dickinson, un reporter du Times, Hoddle déclare que les handicapés, et d'autres, sont punis pour les péchés dans une ancienne vie. Les commentaires d'Hoddle sont publiquement critiqués par plusieurs politiciens importants dont le ministre des sports, Tony Banks ainsi que par le Premier ministre Tony Blair. Hoddle déclare qu'il ne prévoit pas de démissionner, précise que ses paroles ont été mal interprétées et démontre son engagement auprès d'organisations qui aident les handicapés. Sur ces faits, la Fédération d'Angleterre de football met fin au contrat d'Hoddle, ce limogeage est bien accueilli par les représentants des associations de défense des handicapés.
Howard Wilkinson devient sélectionneur intérimaire pour un match avant que Kevin Keegan soit engagé en février 1999. À l'origine, il occupe le poste en même temps que son poste d'entraîneur de l'équipe de Fulham, Keegan devient sélectionneur à plein temps en mai. Il conduit l'Angleterre à la qualification pour le Championnat d'Europe 2000 à la suite d'un match de barrage aller-retour contre l'Écosse. Deux défaites sur le score de 3–2 éliminent l'Angleterre du tournoi lors de la phase des groupes. Lors du dernier match international joué à Wembley Stadium, une défaite contre l'Allemagne comptant comme match qualificatif à la Coupe du monde 2002 conduit à la démission de Keegan. Keegan présente sa démission à partir de Wembley, une heure après que son équipe est huée par les supporteurs anglais ; il précise aux officiels de la fédération qu'il se considère tactiquement « un peu juste pour ce niveau, ».
Howard Wilkinson fait son retour comme sélectionneur intérimaire pour un nouveau match, il est suivi par Peter Taylor qui dirige l'équipe lors d'un match amical perdu contre l'Italie.

### Les entraîneurs étrangers et la parenthèse McClaren
En 2001, la fédération d'Angleterre prend une décision sans précédent, très controversée, d'engager un sélectionneur qui n'est pas anglais, le suédois Sven-Göran Eriksson. Eriksson possède de nombreuses références dans différents championnats européens, il a gagné plusieurs titres au Portugal et en Italie, et a conduit les clubs qu'il a dirigé à deux victoires en Coupe UEFA. Il conduit l'Angleterre à se qualifier pour la coupe du monde 2002, David Beckham marquant un but égalisateur crucial contre la Grèce, lors des arrêts de jeu. L'Angleterre est éliminée en quart-de-finale par le Brésil, Eriksson est alors critiqué par la presse pour son apparence froide sur le banc de touche et son incapacité à motiver son équipe, Gareth Southgate fait remarquer avec mépris après le tournoi « Nous avions besoin de Winston Churchill mais nous avions Iain Duncan Smith ». Eriksson conduit l'Angleterre à la qualification pour le Championnat d'Europe 2004 mais son équipe est une nouvelle fois éliminée en quarts-de-finale, après avoir perdu une séance de tirs au but, par le Portugal. Une défaite 1–0 contre l'Irlande du Nord à Belfast lors des qualifications pour la Coupe du monde 2006 conduit les supporteurs à réclamer le départ du suédois, frustré par le manque d'émotion manifesté par Eriksson alors que Steve McClaren, l'un de ses entraîneurs semble plus impliqué lors des matchs. En janvier 2006, la fédération annonce qu'Eriksson sera démis de ses fonctions après la coupe du monde. L'équipe est à nouveau éliminée en quarts-de-finale, à nouveau à la suite d'une séance de tirs au but, toujours contre le Portugal, ce qui entraine le départ d'Eriksson du poste en juillet.
La succession d'Eriksson est controversée. La fédération anglaise souhaite clairement engager Luiz Felipe Scolari, mais les contacts sont bâclés et Scolari refuse l'offre. Finalement, Eriksson est remplacé par l'entraîneur, membre de son équipe technique, Steve McClaren.  
La qualification pour le Championnat d'Europe 2008 se révèle un échec, l'Angleterre perd le dernier match des qualifications à domicile contre la Croatie 3–2 en novembre 2007, alors qu'un match nul suffisait à qualifier l'Angleterre. La presse britannique fustige McClaren, l'ancien international écossais Alan Hansen déclare « .. what McClaren should be held accountable for is that with a squad of this quality he failed to qualify from what seemed a reasonably straightforward group... ».  
McClaren est limogé le lendemain de la défaite face à la Croatie, et est remplacé en décembre 2007 par Fabio Capello. En mars 2010, Capello conduit l'Angleterre à se qualifier pour la Coupe du monde 2010, l'équipe remporte neuf des dix matchs qualificatifs.

## Périodes d'activité et statistiques
Les statistiques suivantes sont mises à jour au 16 octobre 2024.
| Rang | Nom                  | Période     | M        | V        | N        | D        | %V       |
| ---- | -------------------- | ----------- | -------- | -------- | -------- | -------- | -------- |
| 1    | Walter Winterbottom  | 1946-1962   | 139      | 78       | 33       | 28       | 56,1     |
| 2    | Alf Ramsey           | 1962-1974   | 113      | 69       | 27       | 17       | 61,1     |
| 3    | Joe Mercer           | 1974        | 7        | 3        | 3        | 1        | 42,9     |
| 4    | Don Revie            | 1974-1976   | 29       | 14       | 8        | 7        | 48,3     |
| 5    | Ron Greenwood        | 1977-1982   | 55       | 33       | 12       | 10       | 60,0     |
| 6    | Bobby Robson         | 1982-1990   | 95       | 47       | 30       | 18       | 49,5     |
| 7    | Graham Taylor        | 1990-1993   | 38       | 18       | 13       | 7        | 47,4     |
| 8    | Terry Venables       | 1994-1996   | 23       | 11       | 11       | 1        | 47,8     |
| 9    | Glenn Hoddle         | 1996-1999   | 28       | 17       | 6        | 5        | 60,7     |
| 10   | Howard Wilkinson     | 1999        | 1        | 0        | 0        | 1        | 0,0      |
| 11   | Kevin Keegan         | 1999-2000   | 18       | 7        | 7        | 4        | 38,9     |
| 12   | Howard Wilkinson (2) | 2000        | 1        | 0        | 1        | 0        | 0,0      |
| 13   | Peter Taylor         | 2000        | 1        | 0        | 0        | 1        | 0,0      |
| 14   | Sven-Göran Eriksson  | 2001-2006   | 67       | 40       | 17       | 10       | 59,7     |
| 15   | Steve McClaren       | 2006-2007   | 18       | 9        | 4        | 5        | 50,0     |
| 16   | Fabio Capello        | 2008-2012   | 42       | 28       | 8        | 6        | 66,7     |
| 17   | Stuart Pearce        | 2012        | 1        | 0        | 0        | 1        | 0,0      |
| 18   | Roy Hodgson          | 2012-2016   | 56       | 33       | 15       | 8        | 58,92    |
| 19   | Sam Allardyce        | 2016        | 1        | 1        | 0        | 0        | 100      |
| 20   | Gareth Southgate     | 2016-2024   | 102      | 64       | 20       | 18       | 62,7     |
| 20   | Lee Carsley          | 2024-2025   | 6        | 5        | 0        | 1        | 83.33    |
| 21   | Thomas Tuchel        | Depuis 2025 | En cours | En cours | En cours | En cours | En cours |

## Interaction des médias
Les réactions des médias britanniques vis-à-vis des sélectionneurs de l’équipe d’Angleterre reflètent le caractère changeant de la presse en général. Dans la période récente, les sélectionneurs subissent des attaques personnelles concernant tant leurs croyances intimes que leur vies privées.

### Attaques personnelles
Depuis longtemps la presse a fait campagne pour des changements dans la façon de gérer de l'équipe et/ou le remplacement du sélectionneur lui-même, un palier est cependant franchi à l'époque où Graham Taylor dirige l'équipe, les mauvais résultats de l'équipe sous sa responsabilité conduisent à une augmentation de la violence des attaques de la presse. Plus particulièrement, le journal The Sun réagit à la défaite contre la Suède, éliminant l'Angleterre du Championnat d'Europe 1992, par un titre à la une « Suédois 2 Navets 1 » comportant un montage photographique consistant en un navet surimprimé sur la tête de Graham Taylor. Par la suite, Taylor est souvent surnommé dans la presse « Graham Navet » ou « Navet Taylor, ». Ces violentes caricatures ont été suivies de nombreuses déclinaisons assimilant Taylor à un légume ; le premier match de l'Angleterre à la suite du tournoi se solde par une défaite 1–0 face à l'Espagne, le journal The Sun représenta lors Taylor comme un oignon. Quand il démissionne, le journal revient à l'image du navet, utilisant une manchette, « That's yer allotment » à la une du journal.

### Croyances intimes
Glenn Hoddle attire l'attention des médias pour des raisons sans rapport avec le terrain. En premier lieu, le débat porte sur la confiance qu'il accorde à la guérisseuse Eileen Drewery. Drewery devient membre de l'équipe technique de l'équipe et les joueurs sont sommés de la consulter, même si beaucoup restent sceptiques. Un opprobre bien plus grand est provoqué par les commentaires d'Hoddle sur les personnes handicapées. 
« You and I have been physically given two hands and two legs and half-decent brains. Some people have not been born like that for a reason. The karma is working from another lifetime. I have nothing to hide about that. It is not only people with disabilities. What you sow, you have to reap. »
— Glenn Hoddle
La fureur des médias en réaction de cette déclaration, travail l'opinion publique qui répond aux propos tenus par Hoddle, 90 % des personnes interrogées lors d'un sondage organisé par la BBC pensent qu'il doit quitter le poste de sélectionneur. Alors que l'enquête de la BBC met en évidence que beaucoup considèrent ses commentaires comme insultants pour les handicapés, d'autres défendent son droit à exprimer ses croyances religieuses et craignent qu'un limogeage éventuel ne constitue une discrimination religieuse.

### Vie privée
La vie privée d'Eriksson fait l'objet d'observations par les médias anglais qui l'accusent publiquement d'avoir des relations galantes avec de nombreuses femmes dont Ulrika Jonsson, et Faria Alam la secrétaire de la fédération anglaisemalgré sa relation stable avec Nancy Dell'Olio. Bien qu'Eriksson se soit défendu lors d'une conférence de presse en maintenant que sa vie privée était d'ordre privé et ne regardait pas la presse, ses relations avec Jonsson en 2002 et avec Alam en 2004 font l'objet des titres des tabloïds pendant de nombreuses semaines.

### Campagnes de presse
Les médias, tant les grands journaux que les tabloïds, font parfois campagne pour qu'un sélectionneur soit remplacé, engagé ou retenu. Les campagnes pour le remplacement des sélectionneurs font souvent la une des journaux, avec des titres provocateurs comme  « The final ron-devouz », « In the Name of Allah Go », « Norse Manure », « Blair Gives Hoddle The Red Card » concernant respectivement Ron Greenwood, Bobby Robson, Graham Taylor et Glenn Hoddle.
Alors qu'il était en poste, Eriksson a fait face à plusieurs scandales, la période sous sa direction prend fin après qu'il est pris pour cible parmi d'autres célébrités, par un tabloïd du nom de sting. Les indiscrétions sur Eriksson révélées par le journal, connu sous le titre le faux Cheikh, porte le coup fatal auprès de la fédération anglaise, même s'il est autorisé à exercer jusqu'à la fin de la coupe du monde 2006.  
Certaine campagnes de presse se révèlent infructueuses. L'ancien directeur de la fédération, Graham Kelly, évoque ainsi la campagne organisée par The Sun contre Bobby Robson, qui débute en 1984, six ans avant sa démission. The Sun a distribué des badges « Robson dehors » lors des matchs de l'équipe d'Angleterre dès 1984, mais chaque campagne de presse n'a fait qu'affermir son soutien. « L'ironie est que juste avant la coupe du monde 1990, le président, Bert Millichip, perd finalement patience et délie sa langue en déclarant que Robson devait soit remporter la coupe du monde soit partir, ce qui a poussé Robson à prendre contact avec le PSV Eindhoven. Si cela ne s'était pas passé ainsi, il aurait pu diriger l'équipe encore plusieurs années, croyez moi. »
Les médias ont souvent fait pression pour qu'une personne soit en particulier nommé comme sélectionneur. À plusieurs reprises mais en particulier à l'époque de Bobby Robson, les médias souhaitaient que le poste soit confié à Brian Clough. Robson dit une fois à Bert Millichip « J'ai une période difficile et tout le monde veut Brian – donnez lui le poste. S'il connaît le succès tout le monde sera heureux. S'il échoue, cela mettra fin aux réclamations pour que lui soit confié le poste sélectionneurs de l’équipe d’Angleterre ». Robson ajoute, « Il aurait hérissé quelques plumes et perturbé les arcanes du pouvoir du football mais je pense qu'il aurait été un bon sélectionneur. Il possède un bon jugement, sait comment concevoir une équipe et est sait motiver ses joueurs ». Terry Venables est également victime d'une campagne pour sa démission lorsqu'il est sélectionneur mais est par la suite soutenu par la presse pour revenir au poste en 2000.
Plus récemment, Steve McClaren reçoit son lot de critiques de la part des médias et alors que l'échec à la qualification pour l'Euro 2008 semble de plus en plus probable, les titres deviennent de plus en plus viscérales, le magazine de football When Saturday Comes décrit la couverture de son dernier mois à la tête de l'équipe comme « implacable et impitoyable ». Les tabloïds et les grands journaux publient des articles qui le critiquent, The Times publie un éditorial intitulé « L'échec, McClaren doit partir ».
Les médias ont également parodié leurs propres campagnes de soutien à l'engagement, à la retenue ou à la démission des sélectionneurs. En 2000, le journal The Sun lance une campagne de soutien à une mule pour devenir le sélectionneur de l'Angleterre.